# 春番紅花
春番紅花是鸢尾科番紅花屬多年生草本植物，原产阿尔卑斯山以及西巴尔干。

## 描述

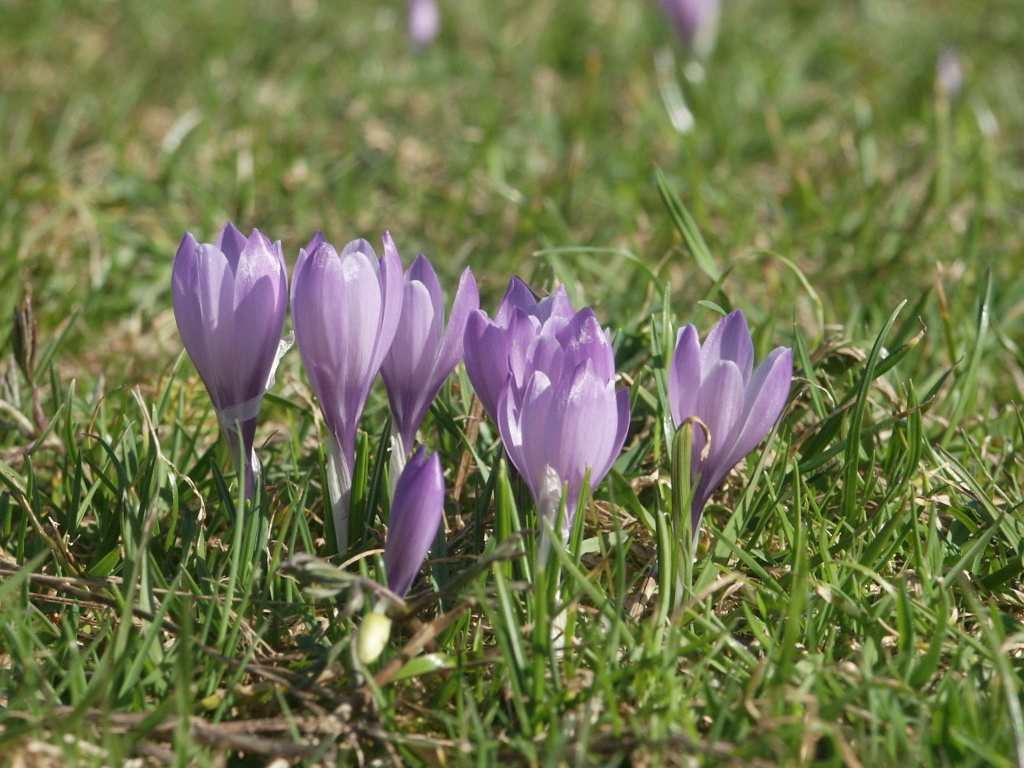

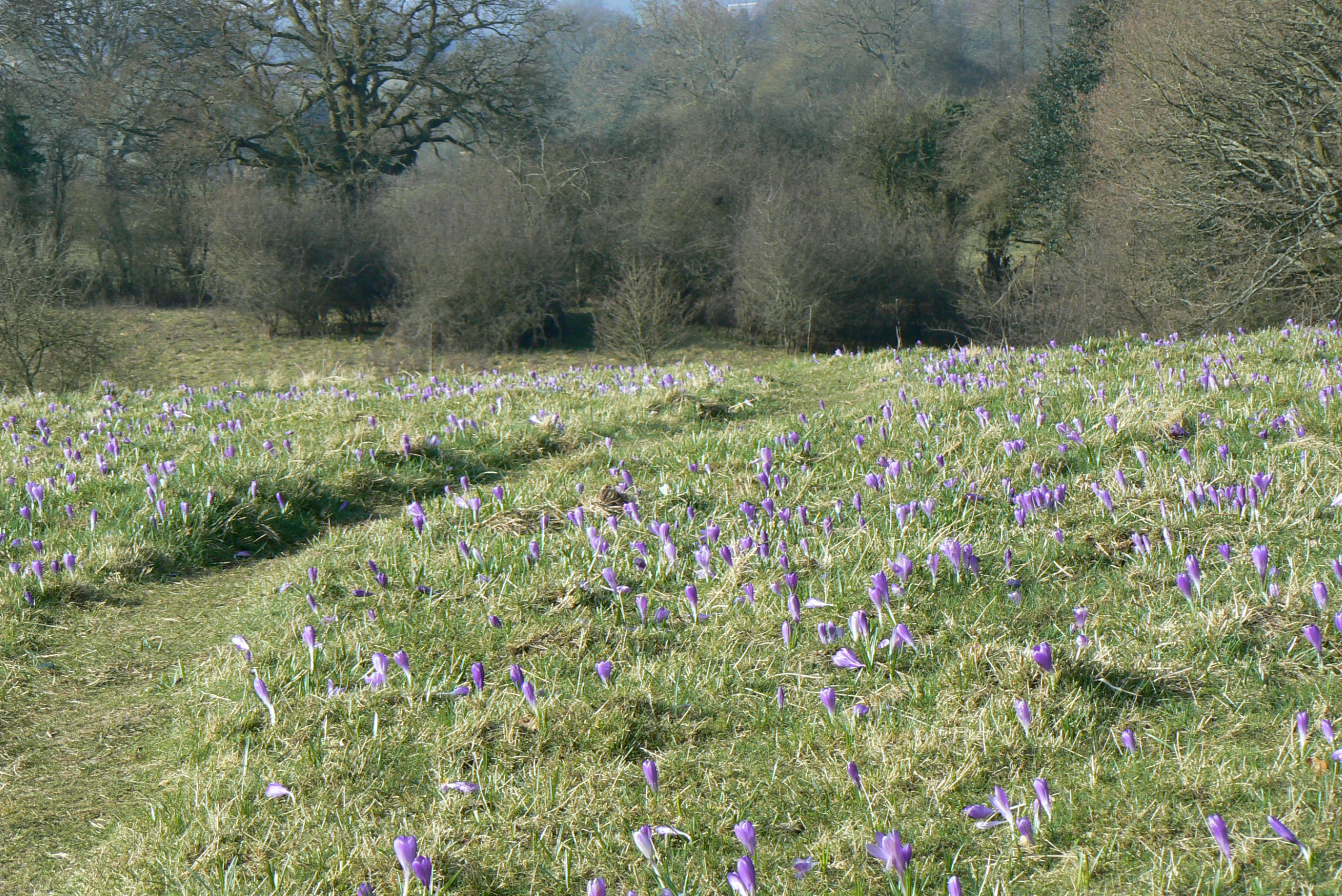
春番紅花田

春番红花高度为5-15cm。叶子细长，有白边，边缘向下卷曲。叶子在积雪中冒出来，在开花季节叶子通常没有完全生长。直立的花的颜色为白色到紫色，有时含紫色条纹，有时有深色的斑点。开花季节为3月到6月，少数可达到8月。该植物每年在舊球茎上上长出新的球茎。

## 栽培種
春番紅花的栽培品種例子有：花紀錄（Flower Record）、聖女貞德（Jeanne d’Arc）、匹克威克（Pickwick）、懷念（Remembrance）及先鋒（Vanguard）。

## 外部連結
- USDA Plants Profile: Crocus vernus （页面存档备份，存于）
- Gardening:Crocus vernus （页面存档备份，存于）

1. ↑  . Plants of the World Online. Kew Science.   [2020-09-21]. （原始内容存档于2019-09-04） （英语）.